# Trinitat Nova (metropolitana di Barcellona)
La stazione di Trinitat Nova è una stazione della metropolitana di Barcellona che appartiene alle linee L3, L4, L11 situata nel quartiere che dà il nome al distretto di Nou Barris nel nordovest della città.
La stazione è stata inaugurata nel 1999, con l'entrata in servizio del prolungamento da Via Julia (allora Roquetes) della L4. La stazione si trova sotto la Calle Aiguablava, tra le strade de la Pedrosa e della Fosca e proprio a lato delle officine e dei depositi delle linee 4 e 11. Venne utilizzato il tunnel delle officine per far arrivare i treni da Via Julia a Trinitat Nova.
La stazione dispone di un vestibolo ad ogni estremo. Il primo ha l'accesso a livello stradale da Pedrosa ed è situato ad un livello inferiore di quello dei binari; il secondo vestibolo con accesso da calle Aiguablava, è situato ad un livello superiore a quello delle banchine. Così i treni circolano ad un livello intermedio tra i due vestiboli.
La stazione della L4 e della L11 è formata da una banchina centrale con due binari laterali, la L4 è solita usare i binari del lato mare, poiché dal 2003 la L11 utilizza quelli dell'altro lato.
La stazione è dotata di ascensori e scale mobili sul lato di Pedrosa mentre di sole scale mobili sul lato di Aiguablava.
Il 4 ottobre 2008 è stato inaugurato il prolungamento a questa stazione della L3 proveniente dalla stazione di Canyelles.